# Ciao bella
"Ciao Bella" es el tercer y último sencillo del tercer álbum de estudio de Don Omar, iDon, lanzado el 18 de agosto de 2009 a través de Machete , VI. La canción Está escrita por Omar, Paul Irizarry y Eddie Montilla, y producida por Echo.

## Listas
| Lista (2009)                      | Posición |
| --------------------------------- | -------- |
| Estados Unidos (Hot Latin Songs)  | 39       |
| Estados Unidos (Tropical Airplay) | 18       |
| Venezuela (Record Report)         | 8        |